# Красногвардейский район (Белгородская область)
Красногварде́йский райо́н — административно-территориальная единица (район) и муниципальное образование (муниципальный район) в восточной части Белгородской области России. Административный центр — город Бирюч. Празднование дня района проходит в последнюю субботу августа.

## География
Красногвардейский район расположен в южной части Среднерусской возвышенности, в восточной части Белгородской области. Он простирается с запада на восток на 42 км и с севера на юг на 70 км. Площадь района составляет 1762,6 км². Граничит с Алексеевским, Валуйским, Вейделевским, Волоконовским, Красненским, Новооскольскими районами Белгородской области.

## История
Район образован в 1928 году как Будённовский район, входивший в Острогожский округ Центрально-Чернозёмной области. 13 июня 1934 года после разделения Центрально-Чернозёмной области Будённовский район вошёл в состав Воронежской области.
6 января 1954 года Будённовский район входит в состав вновь образованной Белгородской области. 8 января 1958 года район был переименован в Красногвардейский и центр района село Будённое — в село Красногвардейское.
1 февраля 1963 г. проводится укрупнение административных районов. Красногвардейский и Никитовский районы ликвидируются, с включением территории Красногвардейского р-на в состав Алексеевского и Новооскольского районов. В марте 1964 г. образован Красногвардейский район в его современных границах, за исключением территорий Покровского и Успенского сельсоветов Волоконовского района и села Рамахово Вейделевского, выделившихся в январе 1965 года.
Никитовский район ликвидирован тогда же в 1963 путем присоединения к Валуйскому и Вейделевскому, вскоре по просьбе трудящихся Самаринский Никитовский сельсовет был присоединен к Буденновскому.
7 марта 1975 года село Красногвардейское получил статус рабочего посёлка.
24 марта 2005 года рабочий посёлок Красногвардейское получил статус города районного подчинения.
17 января 2007 года город Красногвардейское был переименован в Бирюч.
С 1 января 2006 года в соответствии с Законом Белгородской области от 20.12.2004 № 159 муниципальное образование «Красногвардейский район» наделено статусом муниципального района. На территории района образованы 14 муниципальных образований: 1 городское и 13 сельских поселений. 5 октября 2012 года в соответствии с Законом Белгородской области № 139 в результате разукрупнения Стрелецкого сельского поселения образовано Марьевское сельское поселение.

## Население
| 1959    | 1970    | 1979    | 1989    | 2002    | 2009    | 2010    | 2011    | 2012    |
| ------- | ------- | ------- | ------- | ------- | ------- | ------- | ------- | ------- |
| 47 623  | ↗63 681 | ↘54 174 | ↘47 916 | ↘44 156 | ↘40 250 | ↗40 636 | ↘40 499 | ↘39 826 |
| 2013    | 2014    | 2015    | 2016    | 2017    | 2018    | 2019    | 2020    | 2021    |
| ↘39 038 | ↘38 439 | ↘37 994 | ↘37 527 | ↘37 060 | ↘36 750 | ↘36 539 | ↗36 618 | ↘32 242 |

### Урбанизация
В городских условиях (город Бирюч) проживают 22,06 % населения района.

### Национальный состав
По итогам переписи населения 2020 года проживали следующие национальности (национальности менее 0,1 % и другое, см. в сноске к строке «Другие»):
| Национальность | Численность, чел. | Доля     |
| -------------- | ----------------- | -------- |
| Русские        | 28 920            | 89,70 %  |
| Украинцы       | 137               | 0,42 %   |
| Армяне         | 103               | 0,32 %   |
| Турки          | 91                | 0,28 %   |
| Другие         | 2991              | 9,28 %   |
| Итого          | 32 242            | 100,00 % |

## Муниципально-территориальное устройство
В Красногвардейский район как муниципальное образование со статусом муниципального района входят 15 муниципальных образований, в том числе 1 городское и 14 сельских поселений:
| №  | Муниципальное образование           | Административный центр | Количество населённых пунктов | Население | Площадь, км2 |
| -- | ----------------------------------- | ---------------------- | ----------------------------- | --------- | ------------ |
| 1  | городское поселение город Бирюч     | город Бирюч            | 3                             | ↘7322     | 120,62       |
| 2  | Валуйчанское сельское поселение     | село Валуйчик          | 3                             | ↘994      | 87,17        |
| 3  | Верхнепокровское сельское поселение | село Верхняя Покровка  | 8                             | ↘1955     | 121,72       |
| 4  | Верхососенское сельское поселение   | село Верхососна        | 6                             | ↘937      | 111,05       |
| 5  | Веселовское сельское поселение      | село Веселое           | 12                            | ↘3225     | 213,50       |
| 6  | Засосенское сельское поселение      | село Засосна           | 4                             | ↘4342     | 133,21       |
| 7  | Калиновское сельское поселение      | село Калиново          | 7                             | ↘713      | 87,66        |
| 8  | Коломыцевское сельское поселение    | село Коломыцево        | 8                             | ↘1148     | 86,21        |
| 9  | Ливенское сельское поселение        | село Ливенка           | 5                             | ↘3544     | 116,92       |
| 10 | Марьевское сельское поселение       | село Марьевка          | 3                             | ↘546      |              |
| 11 | Никитовское сельское поселение      | село Никитовка         | 5                             | ↘2765     | 201,12       |
| 12 | Новохуторное сельское поселение     | село Новохуторное      | 3                             | ↘287      | 53,33        |
| 13 | Палатовское сельское поселение      | село Палатово          | 7                             | ↘980      | 129,04       |
| 14 | Стрелецкое сельское поселение       | село Стрелецкое        | 6                             | ↘2412     | 161,84       |
| 15 | Утянское сельское поселение         | село Уточка            | 7                             | ↘1072     | 139,24       |

## Населённые пункты
В Красногвардейском районе 87 населённых пунктов.
| №  | Населённый пункт | Тип     | Население | Муниципальное образование           |
| -- | ---------------- | ------- | --------- | ----------------------------------- |
| 1  | Антошкин         | хутор   | ↘3        | Палатовское сельское поселение      |
| 2  | Апухтин          | хутор   | ↘26       | Ливенское сельское поселение        |
| 3  | Арнаутово        | село    | ↘526      | Никитовское сельское поселение      |
| 4  | Бабкино          | село    | ↘190      | Верхнепокровское сельское поселение |
| 5  | Белая Вежа       | посёлок |           | Стрелецкое сельское поселение       |
| 6  | Бирюч            | город   | ↘7114     | городское поселение город Бирюч     |
| 7  | Бирюч            | посёлок | ↘303      | Коломыцевское сельское поселение    |
| 8  | Бодяково         | село    | ↘44       | Новохуторное сельское поселение     |
| 9  | Большебыково     | село    | ↘1015     | Утянское сельское поселение         |
| 10 | Борисовка        | хутор   | ↘19       | Никитовское сельское поселение      |
| 11 | Валуй            | село    | ↘314      | Коломыцевское сельское поселение    |
| 12 | Валуйчик         | село    | ↘698      | Валуйчанское сельское поселение     |
| 13 | Верхняя Покровка | село    | ↗575      | Верхнепокровское сельское поселение |
| 14 | Верхососна       | село    | ↘1069     | Верхососенское сельское поселение   |
| 15 | Веселое          | село    | ↘2156     | Веселовское сельское поселение      |
| 16 | Выселки          | посёлок | →0        | Веселовское сельское поселение      |
| 17 | Высокий          | хутор   | ↘7        | Калиновское сельское поселение      |
| 18 | Высокий          | хутор   | ↘7        | Утянское сельское поселение         |
| 19 | Горбунов         | хутор   | ↘7        | Калиновское сельское поселение      |
| 20 | Горовое          | село    | ↘352      | Новохуторное сельское поселение     |
| 21 | Гредякино        | село    | ↘632      | Веселовское сельское поселение      |
| 22 | Дубки            | посёлок | →0        | Веселовское сельское поселение      |
| 23 | Евсеев           | хутор   | ↘5        | Ливенское сельское поселение        |
| 24 | Ездоцкий         | хутор   | ↗109      | Верхнепокровское сельское поселение |
| 25 | Ендовицкий       | хутор   | ↘195      | Засосенское сельское поселение      |
| 26 | Завалье          | посёлок | →0        | Верхососенское сельское поселение   |
| 27 | Завальское       | село    | ↗380      | Верхососенское сельское поселение   |
| 28 | Засосна          | село    | ↘3806     | Засосенское сельское поселение      |
| 29 | Ильинский        | хутор   | ↘45       | Коломыцевское сельское поселение    |
| 30 | Казацкое         | село    | ↘1370     | Стрелецкое сельское поселение       |
| 31 | Калиново         | село    | ↘563      | Калиновское сельское поселение      |
| 32 | Кислинский       | хутор   | →0        | Палатовское сельское поселение      |
| 33 | Ковалев          | хутор   | ↘105      | Коломыцевское сельское поселение    |
| 34 | Коломыцево       | село    | ↘384      | Коломыцевское сельское поселение    |
| 35 | Коробкин         | хутор   | ↘1        | Утянское сельское поселение         |
| 36 | Котляров         | хутор   | ↘169      | Коломыцевское сельское поселение    |
| 37 | Кравцов          | хутор   | ↘71       | Коломыцевское сельское поселение    |
| 38 | Красное          | село    | ↘252      | Веселовское сельское поселение      |
| 39 | Кулешовка        | село    | ↘449      | Валуйчанское сельское поселение     |
| 40 | Лазареново       | село    | ↘160      | Палатовское сельское поселение      |
| 41 | Ливенка          | село    | ↘3487     | Ливенское сельское поселение        |
| 42 | Малиново         | село    | ↘144      | Веселовское сельское поселение      |
| 43 | Малоалексеевка   | село    | ↘107      | Стрелецкое сельское поселение       |
| 44 | Малобыково       | село    | ↘712      | Стрелецкое сельское поселение       |
| 45 | Малоленинский    | посёлок | →3        | Верхососенское сельское поселение   |
| 46 | Малоржавец       | посёлок | ↘41       | Веселовское сельское поселение      |
| 47 | Марынычев        | посёлок | ↘3        | Засосенское сельское поселение      |
| 48 | Марьевка         | село    | ↘264      | Марьевское сельское поселение       |
| 49 | Мирный           | посёлок | ↗66       | Калиновское сельское поселение      |
| 50 | Нижняя Покровка  | село    | ↘582      | Верхнепокровское сельское поселение |
| 51 | Никитовка        | село    | ↘2353     | Никитовское сельское поселение      |
| 52 | Николаевский     | посёлок | ↘264      | Веселовское сельское поселение      |
| 53 | Никольский       | посёлок | ↘47       | городское поселение город Бирюч     |
| 54 | Новохуторное     | село    | ↘487      | Новохуторное сельское поселение     |
| 55 | Остроухово       | село    | ↘138      | Верхососенское сельское поселение   |
| 56 | Палатовка-Вторая | село    | ↘137      | Калиновское сельское поселение      |
| 57 | Палатово         | село    | ↘924      | Палатовское сельское поселение      |
| 58 | Перелесок        | село    | ↘225      | Палатовское сельское поселение      |
| 59 | Петров           | хутор   | ↘203      | Верхнепокровское сельское поселение |
| 60 | Плюхино          | село    | ↘212      | Утянское сельское поселение         |
| 61 | Подгорское       | село    | ↘138      | Веселовское сельское поселение      |
| 62 | Подлес           | хутор   | ↘26       | Палатовское сельское поселение      |
| 63 | Попасное         | хутор   | ↘164      | Калиновское сельское поселение      |
| 64 | Прилепы          | село    | ↘327      | Марьевское сельское поселение       |
| 65 | Прудки           | село    | ↘275      | Верхнепокровское сельское поселение |
| 66 | Раздолье         | хутор   | →0        | Никитовское сельское поселение      |
| 67 | Раздорное        | село    | ↘635      | Веселовское сельское поселение      |
| 68 | Распаши          | село    | ↘2        | Веселовское сельское поселение      |
| 69 | Редкодуб         | посёлок | →5        | Веселовское сельское поселение      |
| 70 | Репенка          | село    | ↘209      | Марьевское сельское поселение       |
| 71 | Ряшиново         | село    | →0        | Верхососенское сельское поселение   |
| 72 | Садки            | село    | ↘180      | городское поселение город Бирюч     |
| 73 | Самарино         | село    | ↘668      | Никитовское сельское поселение      |
| 74 | Солдатка         | село    | ↘75       | Утянское сельское поселение         |
| 75 | Сорокино         | село    | ↘695      | Верхнепокровское сельское поселение |
| 76 | Старокожево      | село    | ↘107      | Валуйчанское сельское поселение     |
| 77 | Стрелецкое       | село    | ↘690      | Стрелецкое сельское поселение       |
| 78 | Терешков         | хутор   | ↘9        | Ливенское сельское поселение        |
| 79 | Ураково          | хутор   | ↘160      | Утянское сельское поселение         |
| 80 | Уточка           | село    | #Н/Д      | Утянское сельское поселение         |
| 81 | Филькино         | хутор   | ↘90       | Коломыцевское сельское поселение    |
| 82 | Фощеватый        | хутор   | ↘52       | Ливенское сельское поселение        |
| 83 | Хуторцы          | село    | ↘536      | Засосенское сельское поселение      |
| 84 | Черменевка       | село    | ↘158      | Верхнепокровское сельское поселение |
| 85 | Юрков            | хутор   | ↘30       | Палатовское сельское поселение      |
| 86 | Ямки             | хутор   | ↘121      | Стрелецкое сельское поселение       |
| 87 | Ясенев           | хутор   | ↘6        | Калиновское сельское поселение      |

## Местное самоуправление
Глава района — Председатель Муниципального совета Красногвардейского района — Митюшин Леонид Николаевич.
Глава района — Руденко Галина Ивановна.

## Экономика
ООО «Домат», ООО «Тульчинка. RU», «Руасгро-инвест», ЗАО «Мясной двор», филиал ООО «Белгороддорстрой», ЗАО «Красногвардейскагропромснаб», ЗАО «Красногвардейское АТП», ОАО «Машиностроитель», ООО «Магистраль», ОАО «Транссервис», ООО "ПМК-6 «Белгородводстрой», Цементный завод АО «СтандартЦемент», Кирпичный завод ООО «Красная Гвардия», ООО «ГенподрядГрупп».
Ликвидированы: ЗАО «Красногвардейский хлебозавод», ООО «Засосенская Нива», ООО «Ливенский винодельческий завод», «Палатовское ХПП»,СЕЛЬПО Красногвардейское

## Известные люди
- Бычков, Владимир Алексеевич (род.1967)— чемпион мира по суточному бегу, родился в селе Плюхино, ныне житель села Уточка.
- Кириллов, Иосиф Константинович (1905—1993) — советский военачальник, генерал-майор, участник боев на КВЖД и Великой Отечественной войны, кавалер 12-ти советских боевых орденов. Родился в селе Палатово
- Рубежный, Иван Тихонович (1908—1987) — полный кавалер Ордена Славы, телефонист взвода связи 172-го гвардейского стрелкового полка 39-й гв. сд. Родился в с. Никитовка[22].
- Скоробогаткин, Константин Фёдорович (1901—1982) — советский военный деятель, Генерал-полковник (1963 год).
- Турчанинов, Николай Степанович (1796—1863) — учёный-ботаник, член-корреспондент Императорской Академии наук, профессор ботаники в Харьковском университете; родился в селе Никитовка.
- Чубуков, Фёдор Михайлович (1920—1988) — советский лётчик-истребитель, Герой Советского Союза (1944), полковник авиации, во время Великой Отечественной войны участвуя в 100 воздушных боях, сбил 35 неприятельских самолётов лично и 5 — в группе с товарищами. Родился в посёлке, а ныне городе Бирюч